# هانوشوتسي ناد توبلو
هانوشوتسي ناد توبلو (بالإنجليزية: Hanušovce nad Topľou)‏ هي بلدة و municipality of Slovakia تقع في سلوفاكيا في Vranov nad Topľou District.[بحاجة لمصدر] يقدر عدد سكانها بـ 3,741 نسمة .

## توأمة
لهانوشوتسي ناد توبلو اتفاقيات توأمة مع:
- دبيتسا